# Lanseloet van Denemerken (hoorspel)
Een abel spel van Lanseloet van Denemerken, hoe hi wert minnende ene joncfrou, die met sijnder moeder diende is een hoorspel naar het anonieme toneelspel uit de tweede helft van de 14de eeuw. De NCRV zond het (stereofonisch) uit op vrijdag 6 oktober 1967, met muzikale omlijsting door Marijke Ferguson (kleine harp & blokfluit), Hans Verzijl (luit, kromhoorn & contrabasblokfluit) en Henk Waardenburg (viola da gamba). De regisseur was Johan Wolder. De uitzending duurde 56 minuten.

## Rolbezetting
- Hein Boele (Lanseloet)
- Els Buitendijk (Sanderijn)
- Corry van der Linden (de moeder van Lanseloet)
- Hans Veerman (een ridder)
- Donald de Marcas (Reinout, Lanseloets camerlinc)
- Dries Krijn (des ridder warande huedere, de boswachter)
- Hans Karsenbarg (de proloogzegger)

## Inhoud
De Deense prins Lanseloet is verliefd op Sanderijn, een jonkvrouw aan het hof. Lanseloet probeert Sanderijn te verleiden, maar die is daarvan niet gediend: ze houdt weliswaar van hem, maar ze weet ook dat ze van te lage komaf is en dat een huwelijk daardoor uitgesloten is. Ze wenst geen seksueel contact met Lanseloet, omdat ze met het oog op een toekomstige verbintenis haar eer wil bewaren. Lanseloets moeder is er echter niet gerust op en verzint een list om Sanderijn kwijt te raken. Ze zorgt ervoor dat haar zoon één nacht met zijn geliefde kan doorbrengen, waarna hij haar moet verstoten door haar onhoofs toe te spreken. Lanseloet doet wat zijn moeder hem voorstelt. Dit heeft tot gevolg dat Sanderijn ontredderd het hof verlaat. Ze komt terecht in een ver land, waar een ridder op jacht haar aantreft. Nadat Sanderijn de ridder door middel van subtiele beeldspraak heeft duidelijk gemaakt dat haar eer geschonden is, neemt de ridder haar desondanks mee naar zijn kasteel, waar ze in het huwelijk treden. De achtergebleven Lanseloet is intussen ziek van liefdesverdriet en beseft dat hij verkeerd heeft gehandeld. Hij stuurt zijn dienaar Reinout eropuit om zijn geliefde te zoeken. Als Reinout haar vindt, geeft Sanderijn te kennen dat ze niet van plan is voor wie dan ook haar echtgenoot te verlaten. Reinout doet het bij thuiskomst voorkomen alsof Sanderijn inmiddels gestorven is. Lanseloet begrijpt dat zijn kansen voor eeuwig verkeken zijn, en sterft van wroeging en liefdesverdriet.